# Joan Didion

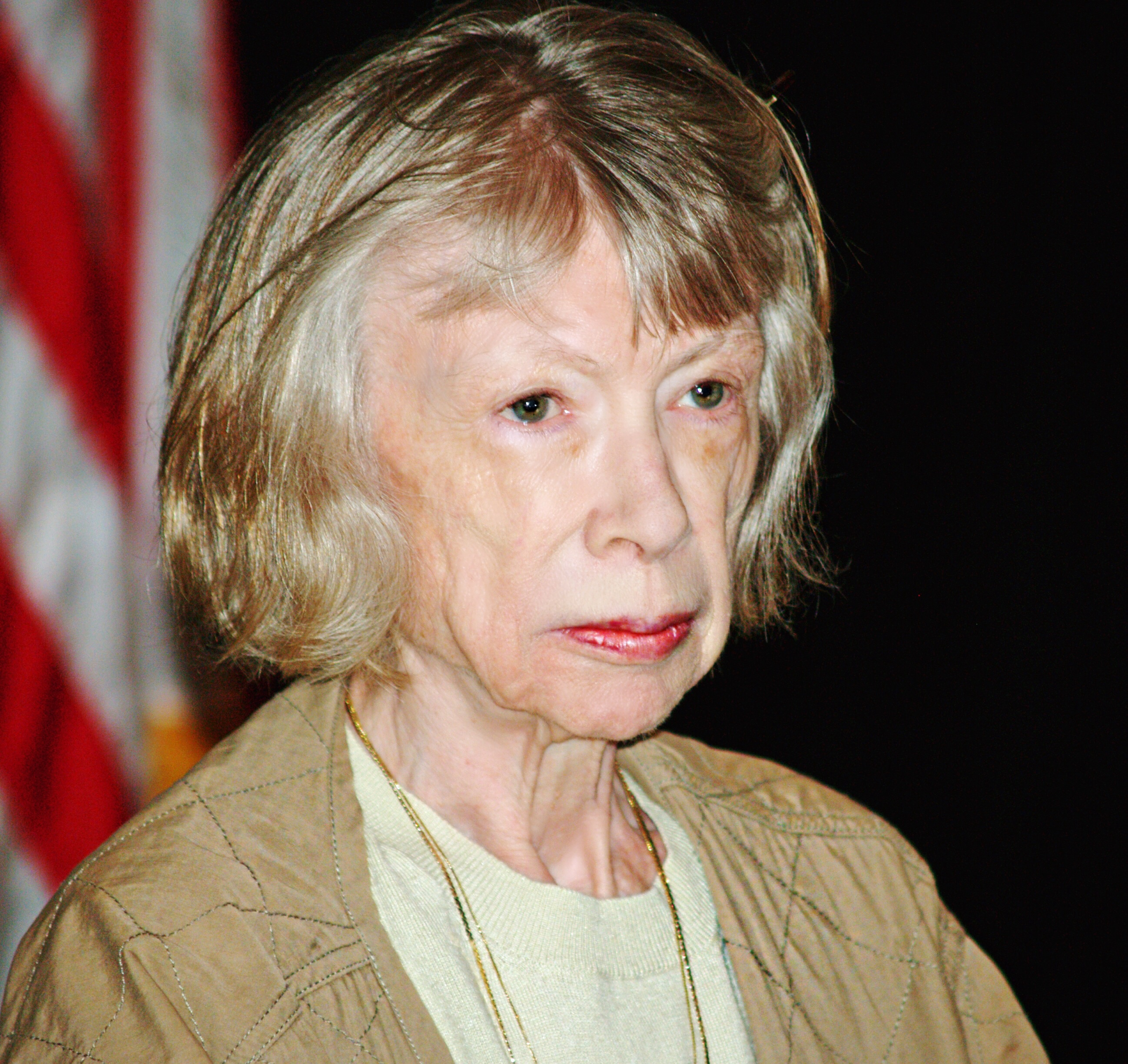
Joan Didion (2008)

Joan Didion (* 5. Dezember 1934 in Sacramento, Kalifornien; † 23. Dezember 2021 in New York City, New York) war eine amerikanische Journalistin, Schriftstellerin, Essayistin und Drehbuchautorin. Didion schrieb regelmäßig für The New York Review of Books und The New Yorker. In Zusammenarbeit mit ihrem im Jahr 2003 verstorbenen Ehemann, dem Schriftsteller John Gregory Dunne, schrieb sie mehrere Drehbücher. Sie gilt als eine Pionierin des New Journalism.
Im deutschen Sprachraum wurde Didion vor allem durch ihr autobiografisches Buch The Year of Magical Thinking (2005) bekannt, in dem sie den Tod ihres Ehemannes und die lebensbedrohliche Krankheit ihrer Adoptivtochter Quintana Roo Dunne verarbeitete.

## Leben und Wirken
Didion wuchs an verschiedenen Orten der USA auf. 1956 erhielt sie einen Abschluss (B.A. in Literatur) an der University of California, Berkeley. Ihre publizistischen Anfänge führten Joan Didion 1955 nach New York, wo sie, wie zuvor etwa auch die angehende Schriftstellerin Sylvia Plath, bei der Zeitschrift Mademoiselle arbeitete. Danach schrieb Didion für das Modemagazin Vogue und war dort „junior editor“.

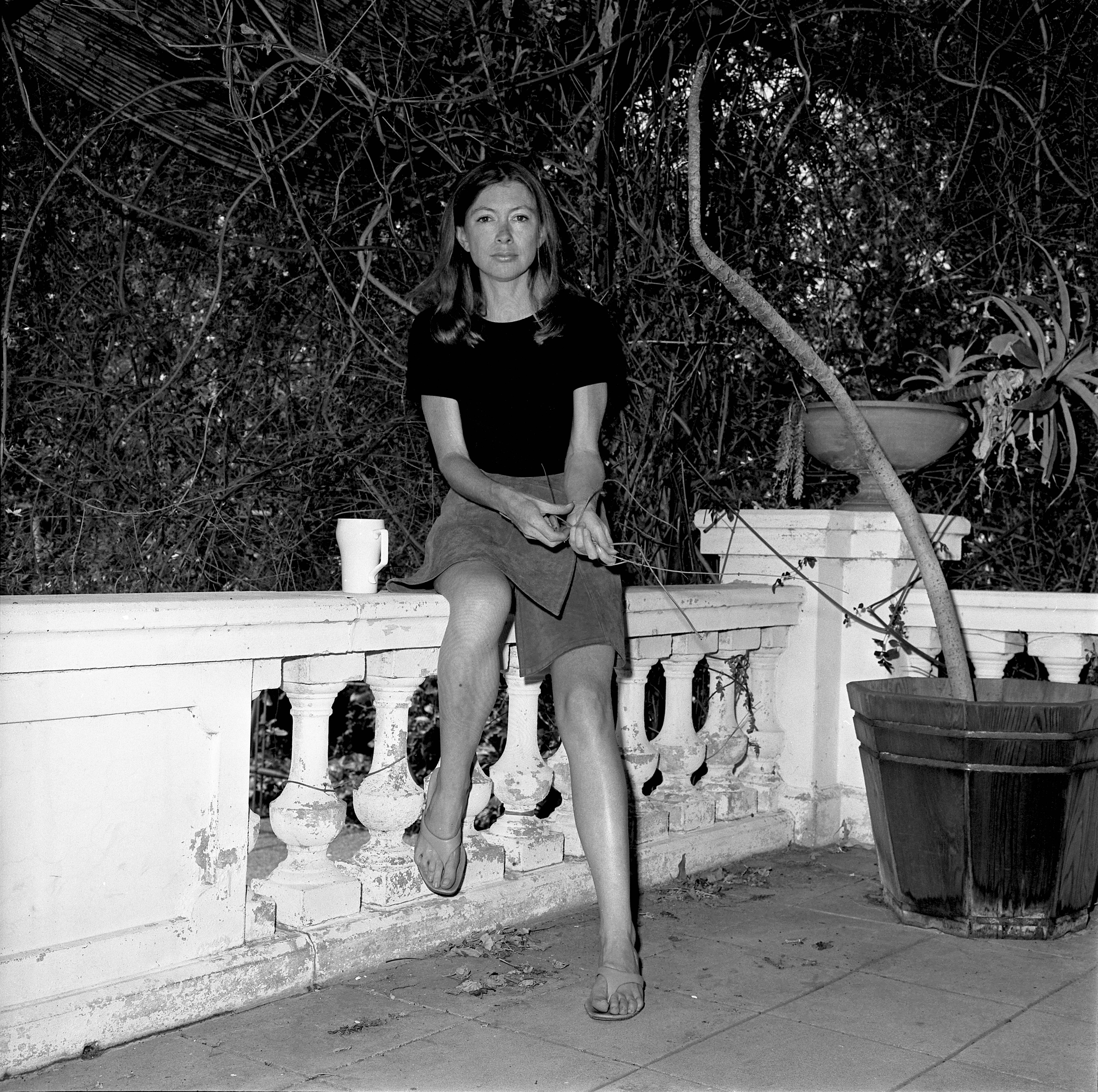
Didion in Los Angeles (1970)

Am 30. Januar 1964 wurden Didion und John Gregory Dunne in San Juan Bautista in San Benito County (Kalifornien) getraut. In der Folge arbeiteten sie eng bei der Erstellung von Drehbüchern für Fernsehfilme, Theaterstücke und Filme, wie z. B. The Panic in Needle Park (1971), A Star Is Born (1976) und True Confessions (1981) sowie einer Adaption von Novellen zusammen, die Dunne geschrieben hatte. In der Branche galten die beiden als das Vorzeigeehepaar, das sich gemeinsam zuarbeitete. Während ihre Stärke die Recherche und Essays waren, galt er als der bessere Romanautor und Analytiker menschlichen Verhaltens.
Didion verfasste fünf Romane und viele nicht-fiktionale Bücher. In Didions Werken geht es oft um Kalifornien, speziell in den Sechzigerjahren des 20. Jahrhunderts. Ihre Schilderungen von Verschwörungstheoretikern, Paranoikern und Soziopathen (dazu zählt auch Charles Manson) gelten heute als fester Bestandteil amerikanischer Literatur. Ihre Essaysammlungen Slouching Towards Bethlehem (1968) und The White Album (1979) – ein Buch, das immer wieder als Hilfsmittel zur Definition Kaliforniens als „weltweite Hauptstadt der Paranoia“ beschrieben wurde – machten sie als Beobachterin der amerikanischen Politik und Kultur nachhaltig bekannt und in weiten Kreisen anerkannt: Greta Gerwig etwa – die Joan Didion als ihre „patron saint“ bezeichnet – reiht The White Album unter die zehn für sie wichtigsten Bücher: „This collection of essays helped me understand the world I was not around for but that still shaped my life. Her [=Joan Didions] truths are tiny knives, piercing the surface and bleeding out the illusions of life, especially life in California.“ Auch außerhalb der USA erwarb sich Joan Didion einen nachhaltigen Ruf als „arch chronicler of Californian and American life.“
In einem ausgeprägten Reportagestil verband sie persönliche Erfahrungen mit sozialen Analysen. Dadurch wird sie oft mit Vertretern des Neuen Journalismus wie Tom Wolfe und Hunter S. Thompson in Zusammenhang gebracht, obwohl diese Verbindung von ihr selbst nie als besonders eng gewertet wurde. „Her language is a marvel: elegant, precise, and straightforward. In person, as on the page, she says exactly what she thinks, and in exactly the number of words required. Hemingway was a formative inspiration,“ so Maud Newton in der Laudatio auf Joan Didion anlässlich der Verleihung der National Humanities Medal 2012, und sie zitiert Didion: „‘Writing is the only way I’ve found that I can be aggressive,’ she once said. ‘I’m totally in control of this tiny, tiny world.’“
1981 wurde Joan Didion in die American Academy of Arts and Letters und 1989 in die American Academy of Arts and Sciences gewählt. Ab 2006 war sie gewähltes Mitglied der American Philosophical Society.
Didions Buch Where I Was From (2003) gilt als das Werk mit den stärksten biografischen Zügen. Es enthält sowohl gesammelte als auch neue Essays, Reflexionen und Mythen rund um Kalifornien. Ihr Buch ist eine Abrechnung mit dem Mythos vom erfolgreichen Individualismus; den Eigennutz der Kalifornier auf Staatskosten beleuchtet sie in allen Facetten. Indirekt wirkt das Buch als Nachsinnen über den Mythos um die amerikanische Außengrenze, den wurzellosen, konsumorientierten Lifestyle, den Kalifornien mit vorangetrieben hat. Außerdem geht sie auf das schwierige Verhältnis zu ihrem Geburtsort und ihrer Mutter ein.
In dem autobiografischen Buch The Year of Magical Thinking aus dem Jahr 2005 verarbeitete Joan Didion den plötzlichen Tod ihres Ehemannes John Dunne und die lebensbedrohliche Krankheit ihrer Adoptivtochter Quintana Roo Dunne. Der Roman wurde in den USA ein Bestseller, gewann den National Book Award und wurde für den Broadway umgesetzt. Vanessa Redgrave, die das Ein-Frau-Stück auf der Bühne darstellte, sprach auch eine Hörbuchfassung des Textes. Im deutschen Sprachraum ist das „Trauerprotokoll“ heute das bekannteste Werk von Joan Didion. Kurz vor Erscheinen des Buchs starb Didions Adoptivtochter mit 39 Jahren. Ihre Hoffnungslosigkeit nach dem Verlust auch ihrer Tochter beschrieb Didion in dem Buch Blue Nights aus dem Jahr 2011.
2015 erschien die erste Biographie über Joan Didion. Der Verfasser Tracy Dougherty, zuvor schon Biograph von Donald Barthelme und Joseph Heller, stand bei der Arbeit an seinem Buch nicht in persönlichem Kontakt mit Didion.
Griffin Dunne, ein Neffe von Joan Didion, drehte den Dokumentarfilm Joan Didion. The Center Will Not Hold (USA 2017).
Über Joan Didions Zusammenstellung von Essays Let Me Tell You What I Mean (2021) schrieb Maia Silber in Anspielung auf den Buchtitel, Didion schildere nicht, „zumindest nicht immer“, das, was sie meine, vielmehr zeige sie es. Nicht zuletzt sei sie eine scharfsinnige Beobachterin und Kritikerin des US-Pressewesens ab der Mitte des 20. Jahrhunderts.
Didion hatte von Mitte der 1960er Jahre bis 1988 in Kalifornien gelebt und zog dann nach New York City zurück. Dort starb Joan Didion im Dezember 2021 im Alter von 87 Jahren in ihrem Haus in Manhattan an den Folgen der Parkinson-Krankheit.

## Auszeichnungen
- 1996: Edward MacDowell Medal[21]
- 2005: National Book Award (Nonfiction) für The Year of Magical Thinking[22]
- 2012: National Humanities Medal[23]

## Werke (Auswahl)

### Romane
- Run River. Farrar Straus & Giroux, New York City 1963. (1990, ISBN 0-374-52171-9)
  - Menschen am Fluß. dt. von Gesine Strempel. Rowohlt, Reinbek 1995, ISBN 3-499-13454-3.
- Play It As It Lays. 1970
  - Spiel dein Spiel. dt. von Margarete Eberhardt. Droemer Knaur, München/Zürich 1980, ISBN 3-426-00666-9.
  - Neuübersetzung: Play It As It Lays. dt. von Antje Rávik Strubel. Ullstein, Berlin 2023. ISBN 978-3-550-20184-4.
- A Book of Common Prayer. 1977
  - Wie die Vögel unter dem Himmel. dt. von Matthias Büttner. Droemer Knaur, München/Zürich 1978, ISBN 3-426-08891-6.
- Democracy. 1984
  - Demokratie. dt. von Karin Graf. Kiepenheuer und Witsch, Köln 1986, ISBN 3-462-01748-9.
- The Last Thing He Wanted. 1996
  - Nach dem Sturm. dt. von Sabine Hedinger. Rowohlt, Reinbek 1999, ISBN 3-498-01311-4.
  - auch als Das Letzte, was er wollte, gleiche Übersetzung. Ullstein, Berlin 2019, ISBN 978-3-550-20050-2
  - 2020 verfilmt: Das Letzte, was er wollte.

### Sachbücher
- Slouching Towards Bethlehem.  1968.[24]
  - Stunde der Bestie. Essays, dt. von Eike Schönfeld. Rowohlt, Reinbek 1996, ISBN 3-499-13483-7.
  - Neuübersetzung: Slouching Towards Bethlehem, dt. von Antje Rávik Strubel. Ullstein, Berlin 2022, ISBN 978-3-550-20185-1.
- The White Album. 1979.
  - Das weiße Album. Eine kalifornische Geisterbeschwörung. dt. von Charlotte Franke, Kiepenheuer und Witsch, Köln 1983. ISBN 3-462-01566-7.
  - Neuübersetzung: Das weiße Album, dt. von Antje Rávik Strubel. Ullstein, Berlin 2022. ISBN 978-3-550-20183-7.
- Salvador. 1983.
  - Salvador. dt. von Charlotte Franke. Kiepenheuer und Witsch, Köln 1984, ISBN 3-462-01610-5.
- Miami. 1987.
- New York, Sentimental Journeys. In: The New York Review of Books. Jg. 38, Heft 1 & 2, Januar 1991.
  - Überfall im Central Park. Eine Reportage. dt. von Eike Schönfeld. Hanser, München 1991, ISBN 3-446-16357-3.
- After Henry. Simon & Schuster, New York City 1992.
  - Nach Henry. Reportagen und Essays, dt. von Mary Fran Gilbert, Karin Graf und Sabine Hedinger. Rowohlt, Reinbek 1995, ISBN 3-498-01296-7.
  - leicht veränderte Neuauflage mit neuem Titel: Sentimentale Reisen. Essays. Ullstein, Berlin 2016, ISBN 978-3-550-08134-7.
- Political Fictions. 2001.
- Where I Was From. 2003.
  - Woher ich kam. dt. von Antje Rávic Strubel. Ullstein Verlag, Berlin 2019, ISBN 978-3-550-05021-3.
- Fixed Ideas. America Since 9.11. 2003.
- The Year of Magical Thinking. 2005.
  - Das Jahr magischen Denkens. dt. von Antje Rávic Strubel. Claassen, Berlin 2006, ISBN 3-546-00405-1.[25]
- We Tell Ourselves Stories in Order to Live. Collected Nonfiction. 2006.
  - Wir erzählen uns Geschichten, um zu leben. dt. von Antje Rávic Strubel. Claassen, Berlin 2008, ISBN 978-3-546-00409-1.[26]
- Im Land Gottes. Wie Amerika wurde, was es heute ist. Essays, dt. von Sabine Hedinger und Mary Fran Gilbert; Tropen, Berlin 2006, ISBN 3-932170-85-7.
- Blue Nights. 2011.
  - Blaue Stunden. dt. von Antje Rávic Strubel. Ullstein Verlag, Berlin 2012, ISBN 978-3-550-08886-5.
- South and West. From a Notebook. Knopf, New York City 2017, ISBN 978-1-5247-3279-0.
  - Süden und Westen. Notizen. dt. von Antje Rávic Strubel. Ullstein Verlag, Berlin 2018, ISBN 978-3-550-05022-0.
- 2021 Let Me Tell You What I Mean. Mit einem Vorwort von Hilton Als. Alfred A. Knopf, New York 2021, ISBN 978-0-593-31848-5.
  - Was ich meine. Aus dem amerikanischen Englisch von Antje Rávik Strubel. Ullstein-Verlag, Berlin 2022, ISBN 978-3-550-20181-3

### Drehbücher
- 1971: Panik im Needle Park (The Panic in Needle Park Regie: Jerry Schatzberg)
- 1972: Spiel dein Spiel (Play It As It Lays Regie: Frank Perry)
- 1976: A Star Is Born (Regie: Frank Pierson)
- 1981: Fesseln der Macht (True Confessions; Regie: Ulu Grosbard)
- 1996: Aus nächster Nähe (Up Close & Personal; Regie: Jon Avnet)